# Sphaenorhynchus bromelicola
Sphaenorhynchus bromelicola (tên tiếng Anh: Bahia Lime Treefrog) là một loài ếch thuộc họ Nhái bén, similar to Sphaenorhynchus orophilus.
Đây là loài đặc hữu của Bahia, Brasil.
Môi trường sống tự nhiên của chúng là rừng ẩm vùng đất thấp nhiệt đới hoặc cận nhiệt đới, vùng cây bụi ẩm khu vực nhiệt đới hoặc cận nhiệt đới, đầm nước ngọt, và rừng trước đây suy thoái nghiêm trọng.
Chúng hiện đang bị đe dọa vì mất môi trường sống.